# البروج، مراکش
البروج (به فرانسوی: El Borouj) یک منطقهٔ مسکونی در مراکش است که در Settat Province واقع شده‌است.
 البروج  ۱۶٬۲۲۲ نفر جمعیت دارد.